# Домна (аеродром)
Домна — військовий аеродром в Забайкальському краї РФ поблизу села Домна. На аеродромі базується 120-й гвардійський окремий змішаний авіаполк 11-ї армії ВПС і ППО. На озброєнні полку знаходяться винищувачі Су-30СМ і штурмовики Су-25

.

## Історія
1939 року на аеродромі базувався 38-й швидкісний бомбардувальний авіаційний полк 28-ї авіаційної дивізії, який брав участь у військовому конфлікті на річці Халхин-Гол. З початком німецько-радянської війни цей полк, що на той час мав на озброєнні 45 літаків СБ, приступив до розбирання літаків і з 22 по 26 червня п'ятьма ешелонами був відправлений на фронт.
З 1930-х років до 1962 року на території аеродрому знаходилась 53-та школа молодших авіаційних фахівців (в/ч 62542). З 1954 року командний склад та викладачі школи готували механіків з фотообладнання літаків. На початку 1962 року школа рішенням головного штабу ВПС переведена в місто Стрітенськ Читинської області.
Після Радянсько-японської війни на аеродромі базувалися полки зі складу 297-ї винищувальної авіаційної дивізії ППО, виведені з Монголії:
- 401-й винищувальний авіаційний полк ППО в період з 13 лютого 1947 по 22 листопада 1950 на літаках Ла-7 і Ла-9.
- 938-й винищувальний авіаційний полк в період з жовтня 1945 по 4 вересня 1952 року на літаках Як-9, Як-9У і МіГ-15.
- 939-й винищувальний авіаційний полк в період з жовтня 1945 по 4 вересня 1952 на літаках Як-9 і МіГ-15.

З липня 1966 по 1987 рік на аеродромі Домна базувався 733-й бомбардувальний авіаційний полк. На його озброєнні з 1975 були літаки Су-24. Новіші літаки Су-24М прибули в 1984 році. Полк був розформований у липні 1987 р..

### 120-й винищувальний авіаполк
В 1969 році був сформований 120-й винищувальний авіаполк, на озброєнні якого знаходились літаки МіГ-21. У 1971 він був перебазований на аеродром Домна. В 1978 полк переозброївся, прийняв літаки МіГ-23МЛ. З серпня 1988 по січень 1989 брав участь у радянсько-афганській війні. З 1993 переозброївся винищувачами МіГ-29.
Починаючи з 2013 в 120-й полк почали поступати нові винищувачі Су-30СМ.
4 винищувачі Су-30 з аеродрому Домна було перенаправлено на авіабазу Хмеймим 18 вересня 2015 під час інтервенції Росії в Сирію